# عینی (ورزاب)
عینی جماعت و شهرکی در کشور تاجیکستان است که در ناحیهٔ ورزآب ناحیه‌های تابع جمهوری قرار دارد. جمعیت این جماعت ۷٬۱۶۷ است.